# Lutz Mahlerwein
Lutz Mahlerwein (* 1942) ist ein deutscher Fernsehjournalist.

## Leben und Wirken
Mahlerwein studierte in Hamburg Literaturwissenschaft und Geschichte. Ab 1967 arbeitete er für verschiedene Sender der ARD – u. a. Radio Bremen, den WDR und NDR – als Redakteur und Dokumentarfilmer. Er leitete die Fernsehstudios der ARD in Neu Delhi und in Peking und ist Autor diverser Features, Dokumentationen und Reportagen. Von 1996 bis 2000 arbeitete er als Experte für Dokumentarfilme beim Fernsehsender Beijing TV. Nach seiner Pensionierung nahm er Lehraufträge an verschiedenen chinesischen und deutschen Hochschulen an, u. a. an der Universität Hamburg. 1973 wurde er mit einem Ernst-Schneider-Preis in der Kategorie Fernsehen ausgezeichnet.